# Rollow
Pour plus de détails, voir Fiche technique et Distribution.
Rollow est un film suisse réalisé par Emmanuelle Antille, sorti en 2005.

## Synopsis
Le film se passe dans la campagne d’un territoire indéfini, fait d’immeubles suburbains abandonnés, d’une décharge et des autoroutes, et nous montre la relation entre un groupe des jeunes amis et toute la difficulté de l’adolescence, cet âge difficile de la vie où les interrogations, la rage et l’anticonformisme se font très présents. « Rollow » (le film est replet des clichés nord-américains : des prénoms en anglais, musique pop-rock, « gangs », style skateboarding et d’autres « fuck and shit » etc.), la tornade qui a emporté le père de Jack, qui a rendu malade, avec de crises de panique aiguë sa mère, et qui a laissé le propre Jack sans un bout de sa jambe, reste dans le souvenir de tous les personnages, est peut-être la seule chose qui symbolise l’espoir attendu face à l’apathie, la tristesse, les problèmes psychologiques et sentimentales des adultes et de la  jeunesse actuelle. Le langage cru et sans censure ainsi que les gestes des protagonistes sont tellement naturel qu’ils ne rendent que mieux compte de l’injustice dans laquelle ils évoluent. Le long-métrage semble montrer également une incompréhension de notre monde, qui se traduit par un manque de but réel dans la vie.
Différent du long film projeté à L’Entrepot, l’installation vidéo présenté à la galerie nationale du Jeu de Paume, Le Journal de Jack, est l’une des trois installations d’un ensemble intitulé Tornadoes of my Hearth et nous montre, projetées sur quatre écrans différents, juste les images principales du film accompagnées d’une voix off (celle de Jack) reconstituant l’espace physique et mental, ainsi que les moments les plus forts de la vie du personnage Jack, de sa mère et de ses amis : son manque de douleur physique, son handicape, ses relations difficiles, leurs dépressions, leurs apathies, l’espoir de pouvoir partir un jour et de changer de vie, et toujours le souvenir de la tornade « Rollow », l’élément central de cette installation.

## Fiche technique
- Titre : Rollow
- Réalisation : Emmanuelle Antille
- Scénario : Emmanuelle Antille
- Photographie : Kata Trüb
- Montage : Emmanuelle Antille
- Production : Emmanuelle Antille
- Société de production : Rubis Film Antille
- Société de distribution : Pointligneplan (France)
- Pays :  Suisse
- Genre : Drame
- Durée : 102 minutes
- Dates de sortie : 
  -  France : 30 novembre 2005

## Distribution
- Sébastien Pridmore : Jack
- Virginie Lièvre : Jeanne
- Marc-Antoine Hunziker : Nox
- Lucien Guignard : Lenny
- Arantxa Martinez : Arantxa
- Thomas Lambert : le gosse-cheval
- Sarah Waelchli : Mélanie
- Valérie Castan : Mona
- Kosovare Zeneli : Koso
- Sarah Bochicchio : Ajnore
- Antoinette Antille : Antoinette
- Besmir Zeneli : Besmir
- Jetmir Zeneli : Jetmir
- Howard Fairgrieve : Howard
- Marcus Sueur : Marcus
- Yoann Freemantle : le Grossman
- Damien Berset : le chef de la décharge
- Philippe Henchoz : Phil
- Michaël Bedelek : le mec au fusil
- Gilles Guenat : le mec aux claquettes
- Yann Schulz : le mec au flingue
- Alexandre Graff : le conducteur des stock-cars